# Філліс Діллер
Філліс Ейдан Діллер (англ. Phyllis Diller, до шлюбу Драйвер (англ. Phyllis Ada Driver); нар. 17 липня 1917, Лайма, Огайо — пом. 20 серпня 2012, Лос-Анджелес, Каліфорнія) — американська комедійна акторка, одна з перших жінок-комікес на американському телебаченні. Володарка зірки на Голлівудській алеї слави.

## Життєпис
Філліс Драйвер народилася в місті Лайма в штаті Огайо 17 липня 1917 року в родині Перрі Маркуса Драйвера і його дружини Ади Ромше. Після закінчення середньої школи вона протягом трьох років навчалася в Музичній консерваторії в Чикаго.
Перші 30 років життя Філліс Діллер була звичайною домогосподаркою і матір'ю п'ятьох дітей, жила в невеликому містечку в Мічигані. Вперше на телеекрані вона з'явилася на початку 1950-х в «Шоу Джека Паара», а незабаром після цього виступила в комедійному шоу Граучо Маркса. Переїхавши в каліфорнійське місто Аламеда, Діллер почала виступати в легендарному клубі «The Purple Onion» в Сан-Франциско, де вперше проявила свій талант комікеси.
Привернула увагу публіки на початку 1960-х, коли з'явилася разом з Бобом Гоупом в кількох телевізійних комедійних шоу і трьох кінокомедіях. Попри те, що фільми провалилися в прокаті, Гоуп запросив Діллер з собою на виступи до В'єтнаму, де в той час була війна. Після цього вона знову повернулася на телебачення, де стала частою гостею в багатьох телешоу, а в 1967 році була удостоєна премії «Золотий глобус» у номінації Найкраща телевізійна акторка. На телебаченні Діллер створила образ домогосподарки, погано причесаної, зазвичай у короткій сукні, що часто палить сигарети через мундштук. Вона також неодноразово з'являлася і в бродвейських постановках, а також брала участь в озвучування мультфільмів, серед яких «Принц Лускунчик» (1990), «Білосніжка 2: І жили вони щасливо» (1990) і «Пригоди Фліка» (1999).
Філліс Діллер ніколи не приховувала, що часто вдавалася до послуг пластичної хірургії. Свою першу операцію вона зробила в 55 років, і з того часу повторювала ще 15 разів. Наприкінці 1990-х у неї почалися проблеми зі здоров'ям, зокрема в 1999 році пережила інфаркт. Через це їй довелося обмежити появу в телевізійних шоу. Але попри це вона все одно зрідка з'являлася в кіно і на телеекранах.
Філліс Діллер померла уві сні у своєму будинку в Лос-Анджелесі 20 серпня 2012 року в віці 95 років.

## Вибрана фільмографія
| Рік       |    | Українська назва                        | Оригінальна назва                  | Роль                       |
| --------- | -- | --------------------------------------- | ---------------------------------- | -------------------------- |
| 1966      | с  | Бетмен                                  | Batman                             | санітарка                  |
| 1968      | ф  | Приватний флот сержанта О'Фаррелла      | The Private Navy of Sgt. O'Farrell | медсестра Неллі Краузе     |
| 1976      | с  | Маппет-шоу                              | The Muppet Show                    | сама себе                  |
| 1984      | с  | Як обертається світ                     | As the World Turns                 | Фея Хрещена мати           |
| 1985      | с  | Казки з темного боку                    | Tales from the Darkside            | Нора Міллс                 |
| 1991      | мс | Команда рятувальників Капітана Планети  | Captain Planet and the Planeteers  | доктор Джейн Гудейр        |
| 1996—2012 | с  | Зухвалі і красиві                       | The Bold and the Beautiful         | Гледіс Поуп                |
| 1998      | мф | Життя комах                             | A Bug's Life                       | королева                   |
| 1998      | мс | Мультиманія                             | Animaniacs                         | Сьюзі Сквіррел             |
| 1999      | мф | Лускунчик — принц горіхів               | The Nuttiest Nutcracker            | Фея драже                  |
| 1999      | мс | Король гори                             | King of the Hill                   | Ліліан                     |
| 1999      | мс | Му та Ципа                              | Cow and Chicken                    | мама Рудого / поліцейський |
| 1999      | мс | Я Візл                                  | I am Weasel                        | мама Рудого                |
| 1999      | мс | Дика сімейка Торнберрі                  | The Wild Thornberrys               | Саманта                    |
| 1999      | мс | Гей, Арнольде!                          | Hey Arnold!                        | Мітці                      |
| 2002—2004 | мс | Пригоди Джиммі Нейтрона: хлопчика-генія | The Adventures of Jimmy Neutron    | бабуся Нейтрона            |
| 2004      | мс | Суперкрихітки                           | The Powerpuff Girls                | Маск Скара                 |
| 2006      | мс | Робоцип                                 | Robot Chicken                      | сама себе, різні голоси    |
| 2006—2007 | мс | Сім'янин                                | Family Guy                         | Тельма Гріффін             |
| 2007      | с  | Юристи Бостона                          | Boston Legal                       | сама себе                  |